# Sportpatent
Das Sportpatent ist eines der drei Rheinpatente nach der internationalen Verordnung über das Schiffspersonal auf dem Rhein. Es berechtigt den Inhaber, auf dem Rhein Sportfahrzeuge von weniger als 25 m Länge zu führen. Erforderlich ist es für Fahrzeuge ab 20 m Länge und mit einer Antriebsmaschine von mehr als 11,03 kW (15 PS) Leistung. Ein Sportpatent ist erforderlich auf den streckenkundepflichtigen Rheinabschnitten zwischen der Schleuse Iffezheim und der Spyckschen Fähre, wird aber nur für genau den Abschnitt erteilt, für den die Streckenkunde in der Prüfung nachgewiesen wird.
Für Sportfahrzeuge von weniger als 20 m Länge und mehr als 11,03 kW (15 PS) Leistung reicht wie auf den übrigen Binnenschifffahrtsstraßen der Sportbootführerschein Binnen. 

## Voraussetzungen
Der Bewerber muss mindestens 18 Jahre alt, körperlich und geistig tauglich sowie charakterlich und fachlich in der Lage zur Führung des entsprechenden Fahrzeuges und einer Schiffsmannschaft sein. Die fachliche Befähigung ist durch erfolgreiches Ablegen der theoretischen und praktischen Prüfung nachzuweisen. Dabei können Inhabern von teilweise als gleichwertig anerkannten Befähigungsnachweisen entsprechende Prüfungsteile erlassen werden.

## Nationale Regelungen

### Deutschland
Die Tauglichkeit ist durch ein ärztliches Zeugnis des Arbeitsmedizinischen Dienstes, die charakterliche Eignung durch ein polizeiliches Führungszeugnis nachzuweisen. Der Besitz des Sportbootführerscheins Binnen befreit von der praktischen Prüfung. Das Sportpatent wird von den Wasser- und Schifffahrtsdirektionen West, Südwest und Süd erteilt.
Ein in Deutschland ausgestelltes Sportpatent schließt das Sportschifferzeugnis E für vergleichbare Fahrzeuge auf den Binnenwasserstraßen des Bundes ein, soweit kein Streckenzeugnis erforderlich ist.